# Dreilingsmetze
Die Dreilingsmetze und die Vierlingsmetze waren ein deutsches Volumen- und Getreidemaß im Grafschaft Pyrmont und dem Fürstentum Waldeck.
- 1 Dreilingsmetze = 10,5469 Liter
- 1 Vierlingsmetze = 7,9102 Liter (8,569 Liter nach anderer Quelle[1])
- Fürstentum Pyrmont: 1 Himten = 4 Vierlingsmetzen[2]